# Murówka egejska
Murówka egejska (Podarcis erhardii) – gatunek gada z rodziny jaszczurkowatych (Lacertidae).

## Wygląd
Osiąga długość do 21 cm. Brązowoszara, samce często z zielonkawym grzbietem, samice z dwoma jasnymi, podłużnymi pręgami. Na grzbiecie i bokach ciemny, siatkowaty rysunek. Na dole boków ciała często występuje rząd niebieskich plam. Niekiedy brzuch i podgardle są pomarańczowo-czerwone.

## Występowanie
Murówka egejska występuje na południu i w środkowej części Półwyspu Bałkańskiego (Albania, Bułgaria, Grecja, Macedonia Północna, Serbia). Na wielu wyspach Morza Egejskiego istnieją odrębne, izolowane populacje, wiele z nich stanowi odrębne podgatunki. Sporny jest status występowania na Krecie, według części autorów tamtejsze populacje należą do Podarcis cretensis.
Zasiedla suche, skaliste tereny porośnięte krzewami. Często wykorzystuje jako kryjówki szczeliny kamiennych murów.

## Tryb życia
Prowadzi dzienny tryb życia, jest bardzo aktywna.

## Rozmnażanie
W okresie godowym samce zajmują terytoria osobnicze i toczą ze sobą zaciekłe walki. Samica składa od 2 do 4 jaj.

## Systematyka
Systematyka gatunku jest sporna. Opisano wiele jego podgatunków, jednak niektórzy autorzy część z nich przypisują obecnie do Podarcis cretensis, włączanego dawniej do Podarcis erhardii; poza tym część populacji uznawanej dawniej za Podarcis erhardii okazała się należeć do opisanego w 2008 roku Podarcis levendis. Niektórzy autorzy podają w wątpliwość ważność wielu z tych podgatunków. Reptile Database wyróżnia obecnie (2025) następujące podgatunki:
- P. erhardii amorgensis (Werner, 1933)
- P. erhardii biinsulicola (Wettstein, 1937)
- P. erhardii buchholzi (Wettstein, 1956)
- P. erhardii erhardii (Bedriaga, 1876)
- P. erhardii kinarensis (Wettstein, 1937)
- P. erhardii levithensis (Wettstein, 1937)
- P. erhardii livadiaca (Werner, 1902)
- P. erhardii makariaisi (Wettstein, 1956)
- P. erhardii megalophthenae (Wettstein, 1937)
- P. erhardii mykonensis (Werner, 1933)
- P. erhardii naxensis (Werner, 1899)
- P. erhardii ophidusae (Wettstein, 1937)
- P. erhardii pachiae (Wettstein, 1937)
- P. erhardii phytiusae (Wettstein, 1937)
- P. erhardii riveti (Chabanaud, 1919)
- P. erhardii ruthveni (Werner, 1930)
- P. erhardii subobscura (Wettstein, 1937)
- P. erhardii syrinae (Wettstein, 1937)
- P. erhardii thermiensis (Werner, 1935)
- P. erhardii thessalica (Cyrén, 1941)
- P. erhardii zafranae (Wettstein, 1937)